# Bezzimyia americana
Bezzimyia americana är en tvåvingeart som först beskrevs av Charles Howard Curran 1934.  Bezzimyia americana ingår i släktet Bezzimyia och familjen gråsuggeflugor.
Artens utbredningsområde är Arizona. Inga underarter finns listade i Catalogue of Life.